# Sommersprossen-Anglerfisch
Der Sommersprossen-Anglerfisch (Abantennarius coccineus, Synonym: Antennatus coccineus) lebt in Küstengewässern mit tropischem Klima im Roten Meer und im Indopazifik von der Küste Ostafrikas bis an die Küste Panamas, Costa Ricas und zu den Galapagosinseln. 

## Merkmale
Sommersprossen-Anglerfische werden etwa 13 Zentimeter lang. Ihre Farbe variiert, ist meist gelb, rot oder hellgrau, oft mit einem schwach pigmentierten dunklen Punkt auf dem Rücken, an der hinteren Basis der Rückenflosse. 
Das aus dem ersten Strahl der Rückenflosse gebildete „Illicium“ (Angel) ist genau so lang wie der zweite Rückenflossenstrahl. Die „Esca“ (Köder) ist kugelförmig und weiß oder besteht aus einem Filamentbüschel. Der letzte Strahl der Bauchflossen ist gegabelt. Ein Schwanzstiel fehlt. Rücken- und Afterflosse enden direkt an der Basis der Schwanzflosse. Auf der Schwanzflosse haben sie fünf dunkle Querbinden.
Flossenformel: Dorsale III/12–13, Anale 7

## Lebensweise
Der Fisch lebt versteckt in Gezeitentümpeln, Lagunen und Außenriffen zwischen Felsen und Schwämmen vor allem in sehr flachem Wasser, oberhalb von zehn Metern, seltener in Tiefen bis 75 Metern. Ihre Nahrung besteht vor allem aus kleinen Fischen. Ihren Laich legen sie in einer bandartigen, gelatinösen Masse ab.